# (73853) 1996 VV18
(73853) 1996 VV18 – planetoida z pasa głównego asteroid okrążająca Słońce w ciągu 3,45 lat w średniej odległości 2,28 j.a. Odkryta 6 listopada 1996 roku.